# Klego (Klego)
Klego is een bestuurslaag in het regentschap Boyolali van de provincie Midden-Java, Indonesië. Klego telt 3527 inwoners (volkstelling 2010).